# 正距方位図法

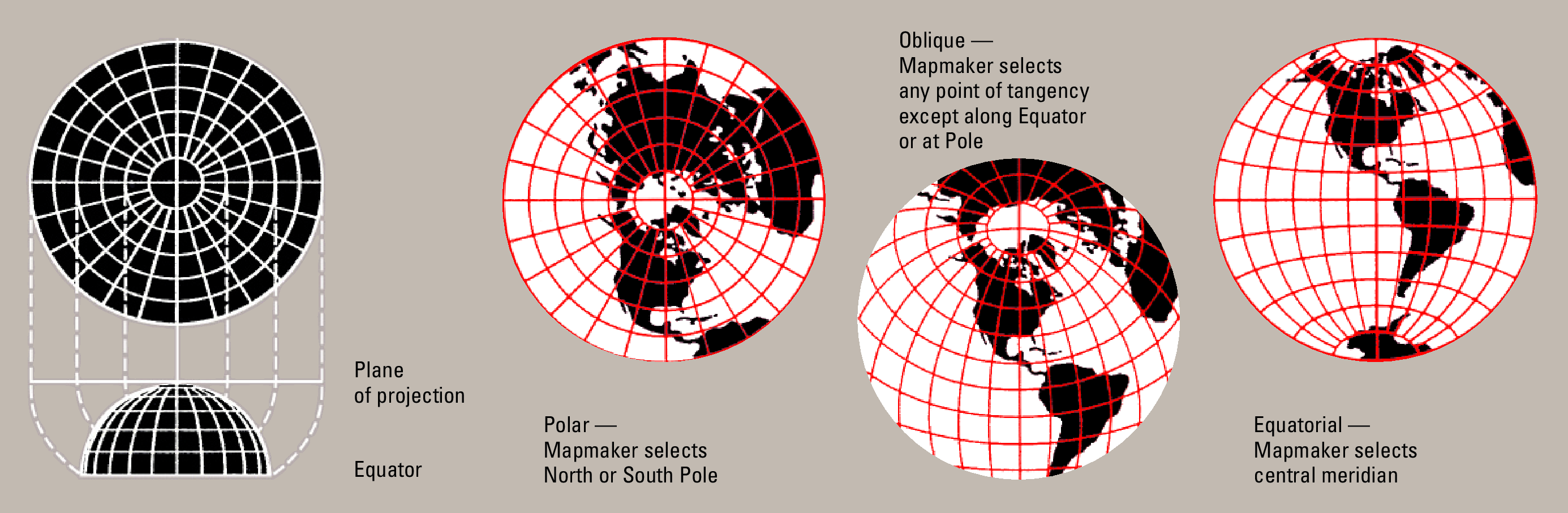
正距方位図法の概念図

正距方位図法（せいきょほういずほう、英: azimuthal equidistant projection）は、中心からの距離と方位が正しく記され、地球全体が真円で表される投影法である。方位図法の一種。
中心に対し、地球の裏側に当たる一点（対蹠地）が円周となる。円周に近づくほど引き伸ばされるため、歪みが大きい。飛行機の最短経路（大圏コース）や方位を見るために使われるもの。

## 概要
距離については、中心から任意の点までの距離はその任意の点から中心までの距離と等しくなるが、方位については別である。例えば東京からホノルルの方位はほぼ東（真東から3度北）だが、逆にホノルルから東京の方位は西にはならない（真西から30度北）。東京を中心において、ホノルルから東京の方位が分かるような図法として逆方位図法 (retroazimuthal projection) と呼ばれるものがある（ハンメル逆方位図法が正距逆方位図法）。

国連旗

国際連合の国連旗にある地図は、北極点を中心とした正距方位図法で描かれた地球である。この場合、南極点を示すのは外周全体ということになるが、国連旗では南緯60度より南は省略されており、南極点や南極大陸は範囲外である。オーストラリアなど南半球の陸地が大きくひずんでいるのが確認できる。

## ギャラリー

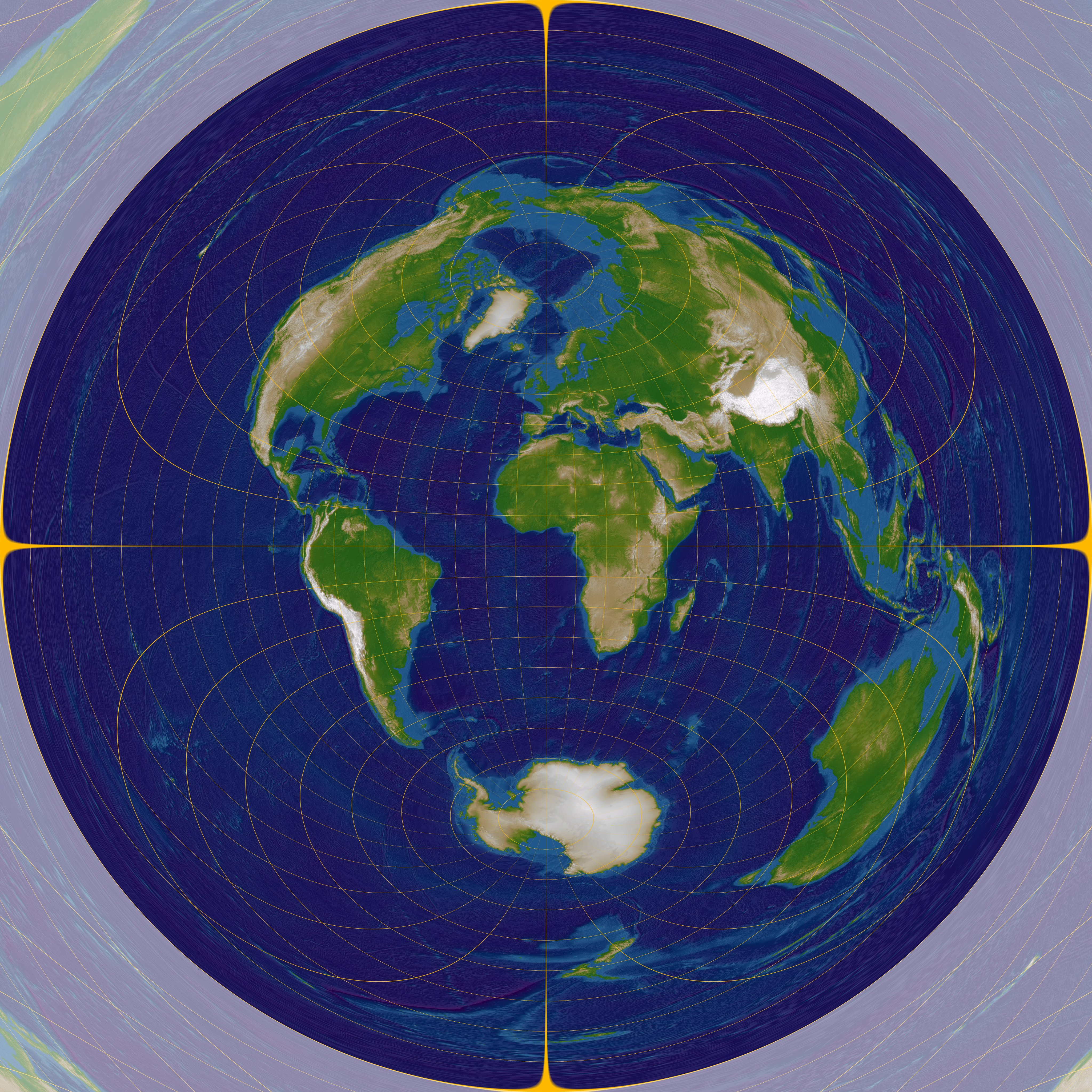
緯度経度0度を中心とした正距方位図法
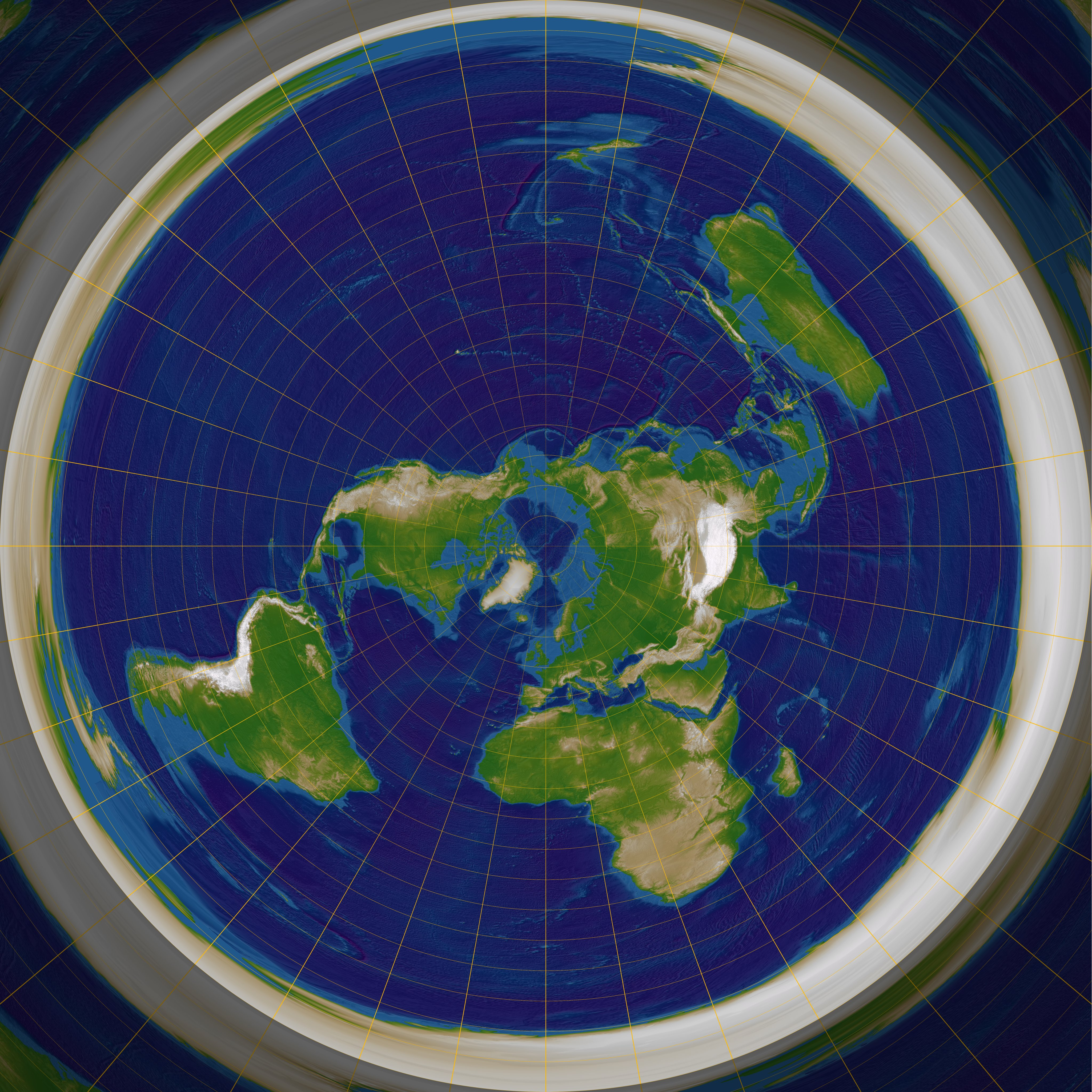
北極を中心とした正距方位図法
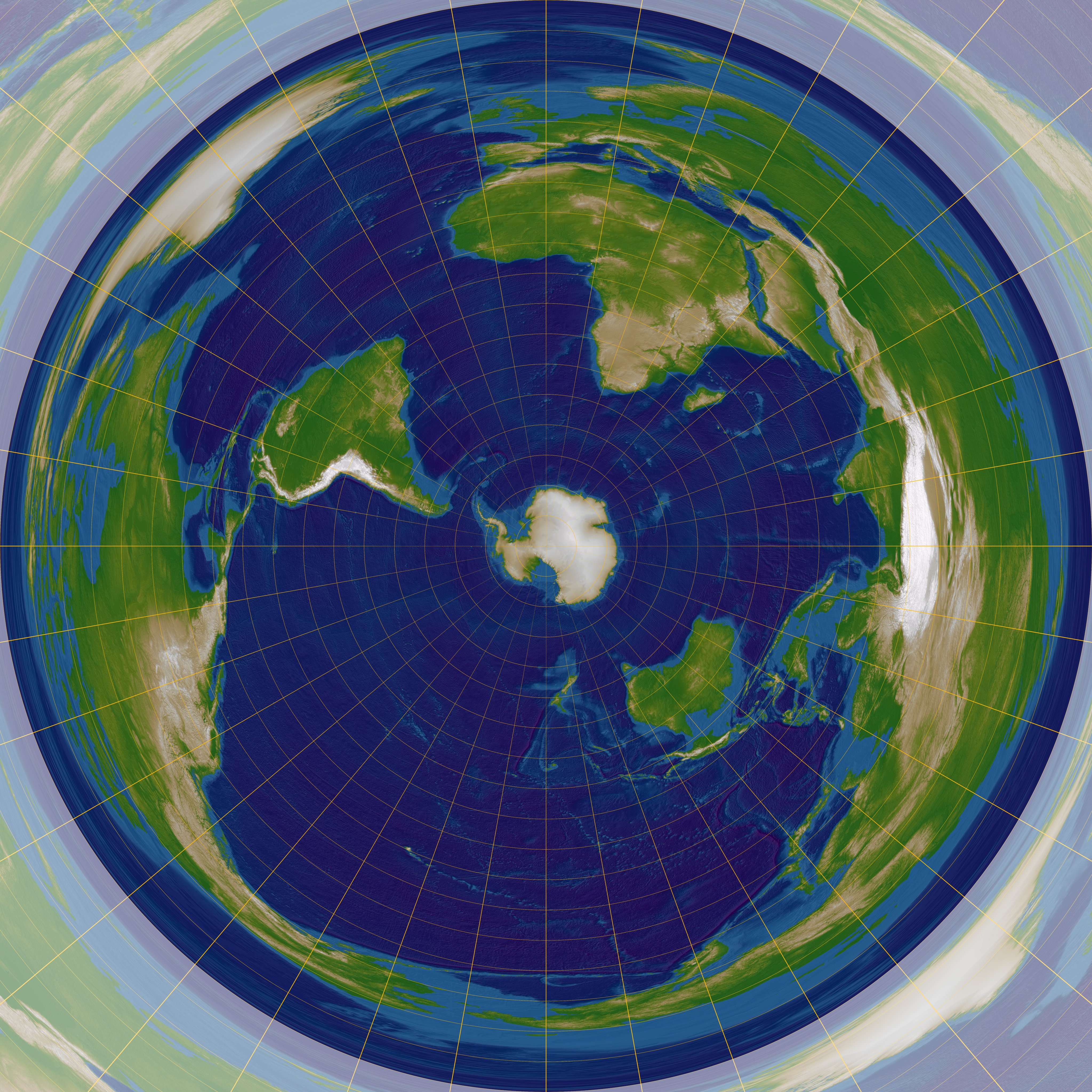
南極を中心とした正距方位図法